# جون باركر هوكينز
جون باركر هوكينز (بالإنجليزية: John Parker Hawkins)‏ هو ضابط أمريكي، ولد في 29 سبتمبر 1830 في إنديانابوليس في الولايات المتحدة، وتوفي بنفس المكان في 7 فبراير 1914.